# 1929 год в авиации
Список событий в авиации в 1929 году.

## События
- 24 января — первый полёт Bleriot 111.[1]
- 5 марта — основана чилийская авиакомпания LAN Airlines.
- 5 мая — первый полёт отечественного трёхмоторного пассажирского самолёта АНТ-9 конструкции А. Н. Туполева, (пилот Громов М. М.)
- 21 июля — Я. И. Алкснис и В. О. Писаренко на Р-5 выполнили беспосадочный перелёт Москва — Севастополь, протяжённостью 1276 км за 5 час 30 мин.
- 25 сентября — первый полёт автожира КАСКР, разработанного Н. И. Камовым и Н. К. Скржинским.
- 8 октября — основана кубинская авиакомпания Cubana.
- 18 октября — первый полёт пассажирского самолёта К-5 конструкции К. А. Калинина, (пилот М. А. Снегирёв)

### Без точных дат
- Первый полёт пассажирского самолёта Bernard 60.[2]
- Первый полёт пассажирского самолёта Bernard 192.[3]
- Первый полёт транспортного самолёта Bernard 197.[4]

## Персоны

### Скончались
- 30 декабря — Попов, Николай Евграфович, российский воздухоплаватель и лётчик.